# Saulmory-Villefranche
Saulmory-Villefranche (voorheen Saulmory-et-Villefranche) is een gemeente in het Franse departement Meuse in de regio Grand Est en telt 108 inwoners (2009).
De gemeente maakt deel uit van het kanton Stenay in het arrondissement Verdun. Tot 1 januari 2015 was het deel van het kanton Dun-sur-Meuse, dat op die dag werd opgeheven.

## Geografie
De oppervlakte van Saulmory-Villefranche bedraagt 6,9 km², de bevolkingsdichtheid is dus 15,7 inwoners per km². Zowel de hoofdplaats Saulmory als Villefranche liggen aan de Maas.
De onderstaande kaart toont de ligging van Saulmory-Villefranche met de belangrijkste infrastructuur en aangrenzende gemeenten.

## Demografie
Onderstaande figuur toont het verloop van het inwonertal (bron: INSEE-tellingen).